# Сорренто (Мен)
Сорренто (англ. Sorrento) — місто (англ. town) в США, в окрузі Генкок штату Мен. Населення — 279 осіб (2020).

## Демографія
Згідно з переписом 2010 року, у місті мешкали 274 особи в 141 домогосподарстві у складі 77 родин. Було 314 помешкання
Расовий склад населення:
| - 95,6 % — білих - 1,1 % — корінних американців - 0,7 % — азіатів |

До двох чи більше рас належало 2,6 %. Частка іспаномовних становила 0,4 % від усіх жителів.
За віковим діапазоном населення розподілялося таким чином: 12,0 % — особи молодші 18 років, 65,4 % — особи у віці 18—64 років, 22,6 % — особи у віці 65 років та старші. Медіана віку мешканця становила 52,5 року. На 100 осіб жіночої статі у місті припадало 97,1 чоловіків;  на 100 жінок у віці від 18 років та старших — 102,5 чоловіків також старших 18 років.
Середній дохід на одне домашнє господарство  становив 58 517 доларів США (медіана — 56 719), а середній дохід на одну сім'ю — 61 562 долари (медіана — 57 361). Медіана доходів становила 46 250 доларів для чоловіків та 26 250 доларів для жінок. За межею бідності перебувало 18,3 % осіб, у тому числі 26,3 % дітей у віці до 18 років та 7,9 % осіб у віці 65 років та старших.
Цивільне працевлаштоване населення становило 137 осіб. Основні галузі зайнятості: освіта, охорона здоров'я та соціальна допомога — 32,1 %, будівництво — 21,9 %, роздрібна торгівля — 8,0 %, виробництво — 8,0 %.